# Cayetano Bonafós Bertrán
Cayetano Bonafós Bertrán   (Madrid, 1822 - l'Havana, 1875) va ser un polític espanyol, dos cops Governador Civil de Barcelona i darrer ministre de governació durant el regnat d'Isabel II d'Espanya.

## Ressenya biogràfica
En 1851 va ser nomenat agregat al Ministeri de la Governació. En 1852 el nomenaren alcalde Corregidor de Cartagena i Inspector de Vigilància del seu Partit Judicial. En 1853 va ser Secretari del Govern de Cadis, en 1856 Secretari del Govern de Granada, en 1857 de Ciudad Real i de Jaén, en 1858 de Valladolid, en 1859 va ser de València i en 1860 de Granada.
En 1862 va ascendir a agregat al Ministeri de la Governació. En 1863 va ser nomenat governador civil de la província de Sevilla i poc després de la província de Saragossa, alhora que d'abril a novembre de 1863 era president de la Diputació Provincial de Saragossa.
Va ser dos cops de Governador Civil de Barcelona (1864-1865 i (1866-1867). En 1868 va ser nomenat Director de Política i a finals de setembre fou nomenat interinament Ministre de la Governació en plena revolució de 1868.